# 육군물자사령부 (미국)
육군물자사령부(United States Army Materiel Command (AMC))는 미국 육군부에 직접적으로 보고하는 미국 육군의 주요사령부(Major Command) 중에서 육군의 군수 업무를 전담하는 조직이다.

## 역사
1962년 4월 2일, 육군부에 "Materiel development and Logistics command→물자개발군수사령부" 연구를 제안한 Frank S. Beson Jr. 프랭크 S. 베슨 주니어[*] 중장이 조직을 설계하고 꾸려나갈 초대 사령관으로 임명되었다. 조직은 육군물자사령부로 명명되어 5월 8일에 설립되고 8월 1일에 가동되었다.
- 기동사령부(Mobility Command); 1964년 ~ 1966년 8월[1]
- 무기사령부(Weapons Command)
- 미사일사령부(Missile Command)
- 보급정비사령부(Supply and Maintenance Command)
- 시험평가사령부(Test and Evaluation Command)
- 전자사령부(Electronics Command)
- 탄약사령부(Munitions Command)

1986년 골드워터 니콜스 법 국방부 재조직 계획에 따라 육군부에 연구개발획득차관 자리가 신설되고, 물자사령부의 47개 프로젝트 관리청이 차관 직속으로 넘겨졌다.
2005년 기지재배차폐쇄위원에서 물자사령부 본부를 버지니아주 포트 벨보어에서 일리노이주 레드스톤 조병창으로 이전할 것을 권고하였다. 직원들은 2011년 6월 중순부터 8월까지 새로 지어진 시설로 순차적으로 이사하였다.
2003년 6월, 장병화생물학사령부 본부가 연구개발기술사령부와 병합되고, 10월 9일에 장병화생물학사령부에서 가디언 여단, 화학물자국(CMA), 장병체계원(SSC), 핵생화학방어(NBC) 프로젝트관리청(PM NBC)이 분리되었다.
2006년 9월 22일, 육군지원사령부가 창설되었다.
2008년 10월 1일, 육군계약사령부가 창설되었다.
2018년 6월, AMC 군악대가 마지막 공연을 마치고 해산하였다.

### 2019년 재편성
2019년 2월 3일 메릴랜드주 에버딘 실험장의 연구개발기술사령부 (RDECOM)가 전투적성개발사령부로 개명됨과 함께 미래사령부로 전속하였다.
두 개의 육군부 직할보고부대가 육군물자사령부로 전속하였다. 텍사스주 포트 샘 휴스턴의 시설관리사령부는 3월 1일에 전속하였고, 3월 8일부로 예하 USAG 부대원들은 IMCOM이 아닌 AMCOM의 패치를 붙이게 된다. 그리고 재무관리사령부가 10월 31일에 전속하였다.
6월 1일, 의무연구물자사령부의 재조직화로 의무물자 기능이 분리되고, 의무연구개발사령수로 개명됨과 함께 미래사령부로 전속하였다. 그리고 분리된 의무물자 기능을 맡을 육군의무군수사령부가 메릴랜드주의 포트 데트릭에서 임시로 설립되었고, 준장 계급의 장관의 지휘를 받으며 육군과 합동군을 위한 의료물자의 적응성과 데이터 유지를 목적으로 10월 1일까지의 시범운영을 시작하였다. 육군의무군수사령부의 예정된 시험운영 종료일이 연말보다 빨리 마쳐져 사령부는 9월 17일에 정식 조직으로 승격되었다.

## 산하 조직

AMC 주요예하사령부의 상징물
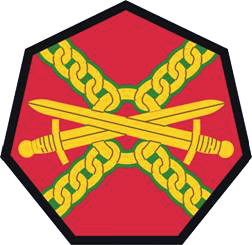
시설관리사령부
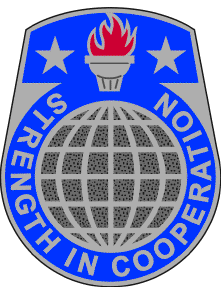
안보원조사령부
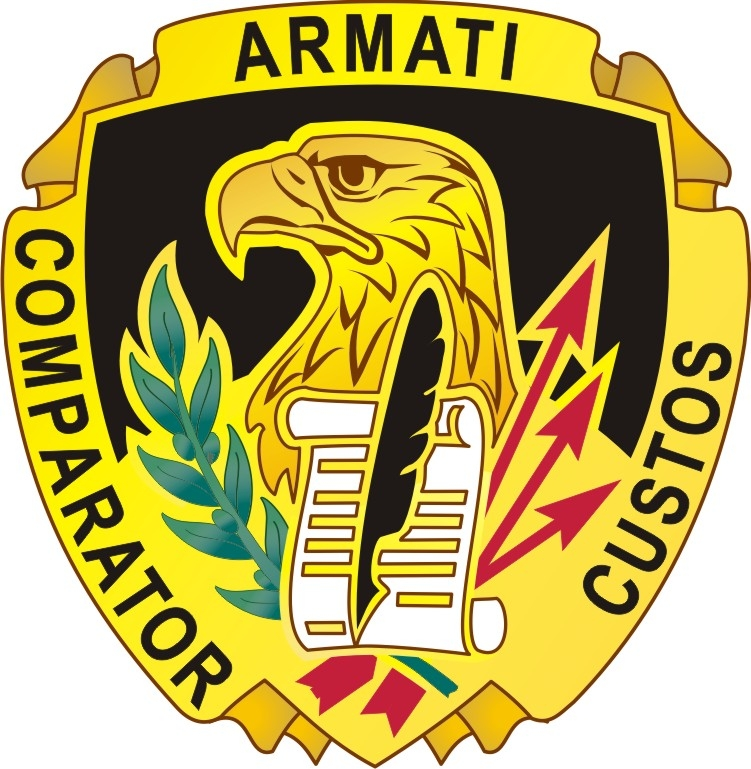
육군계약사령부
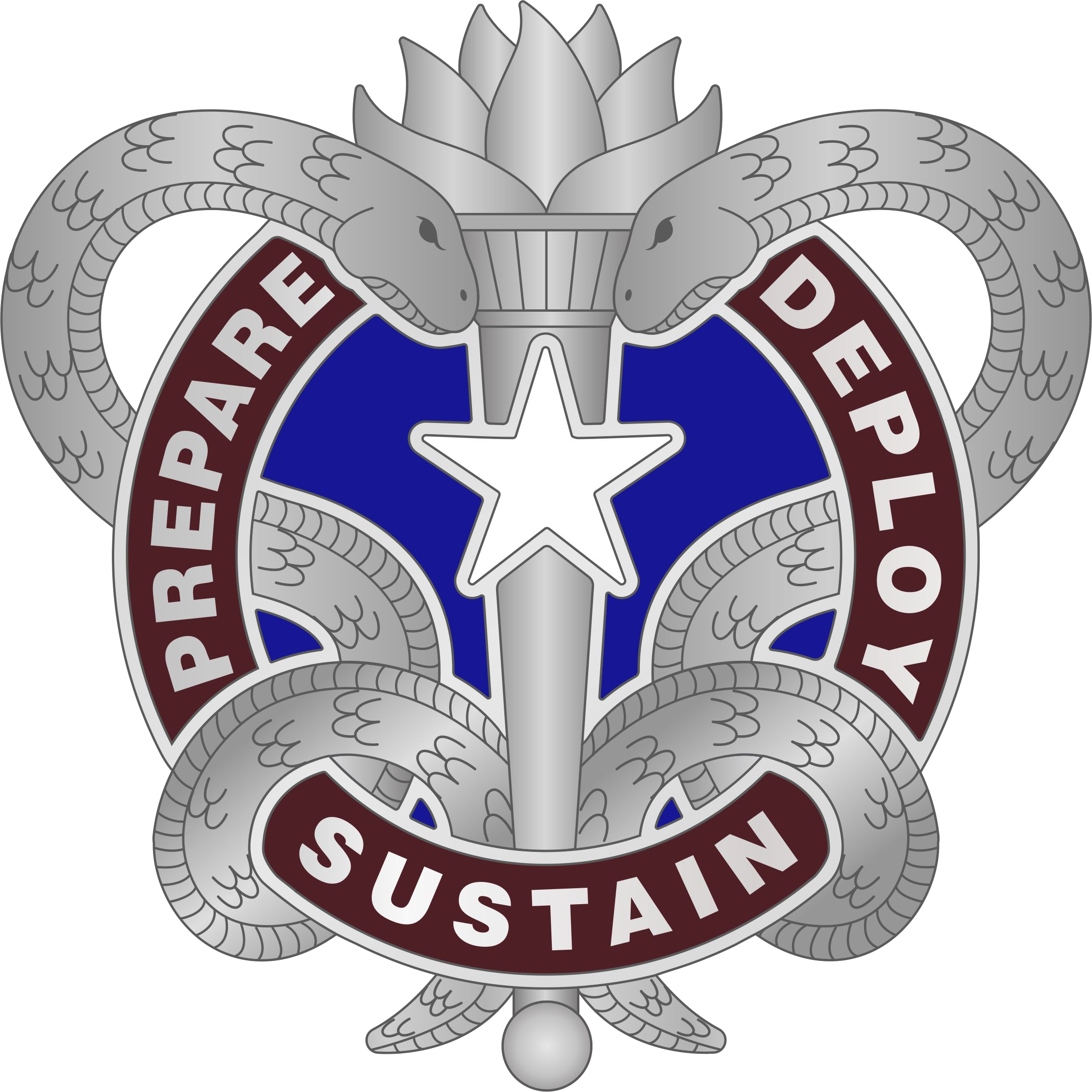
육군의무군수사령부
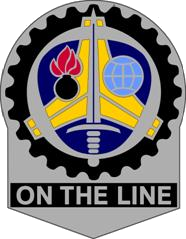
육군지원사령부
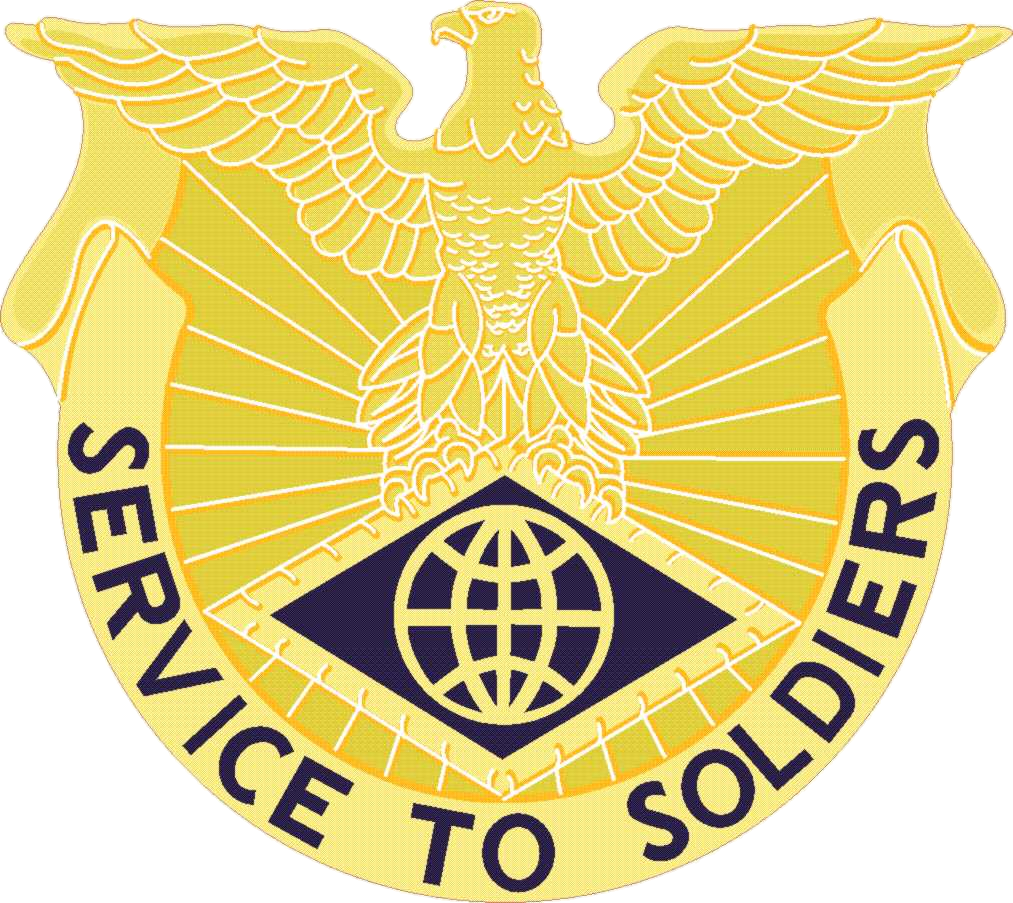
재무관리사령부
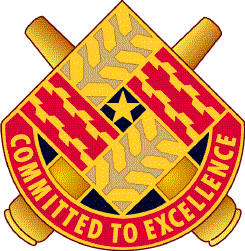
전차-자동차무장사령부
지상전개배급사령부
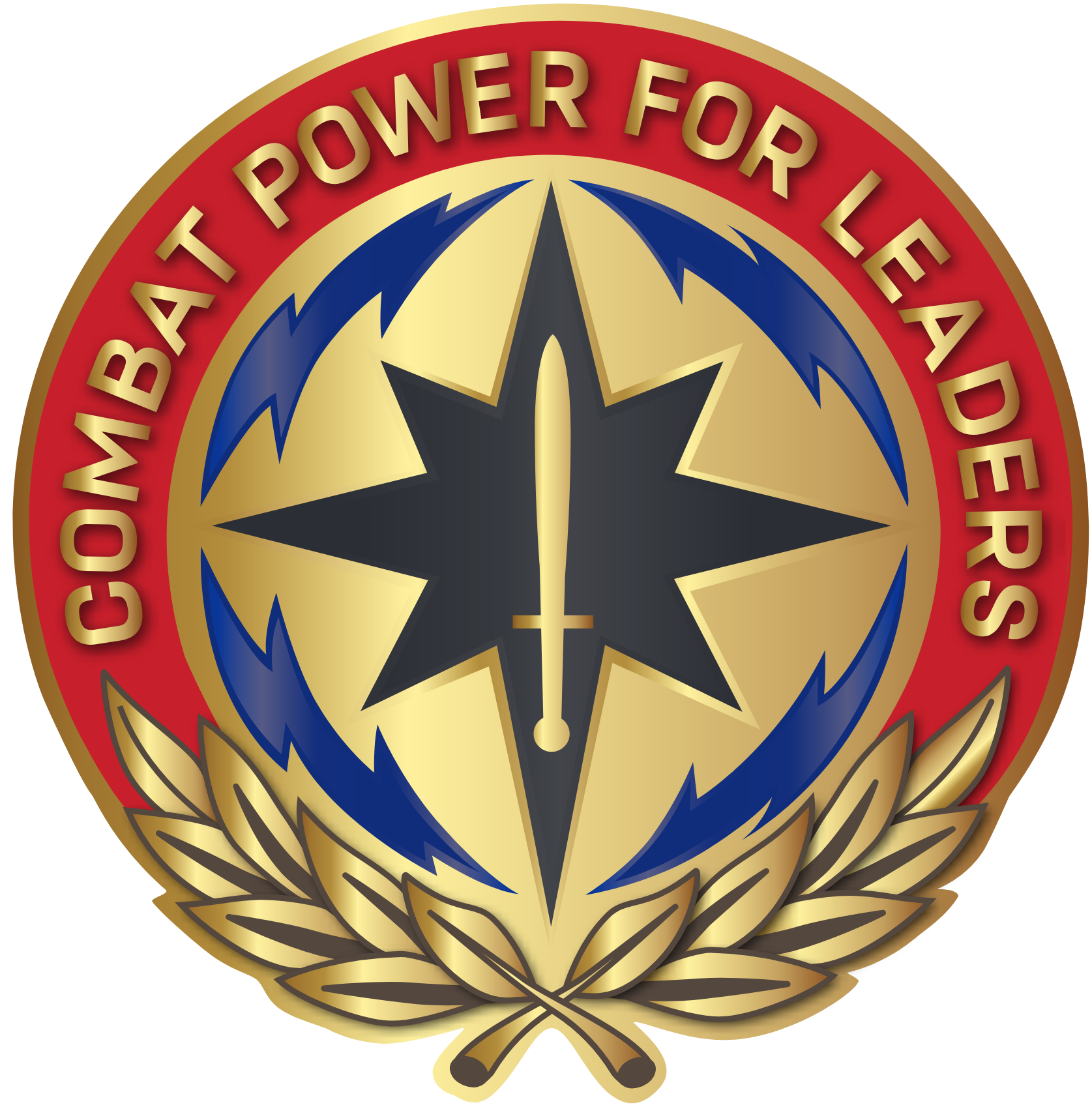
통신전자사령부
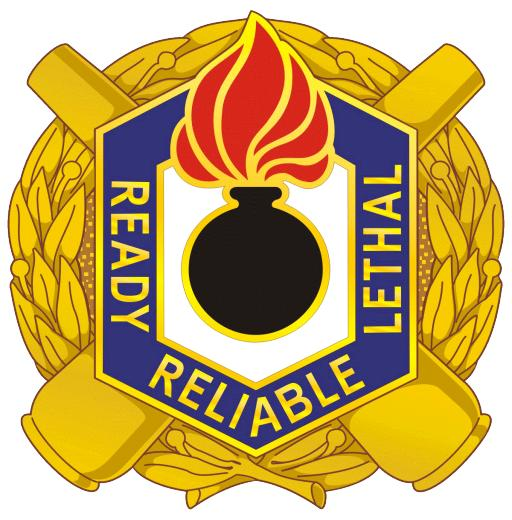
합동탄약사령부
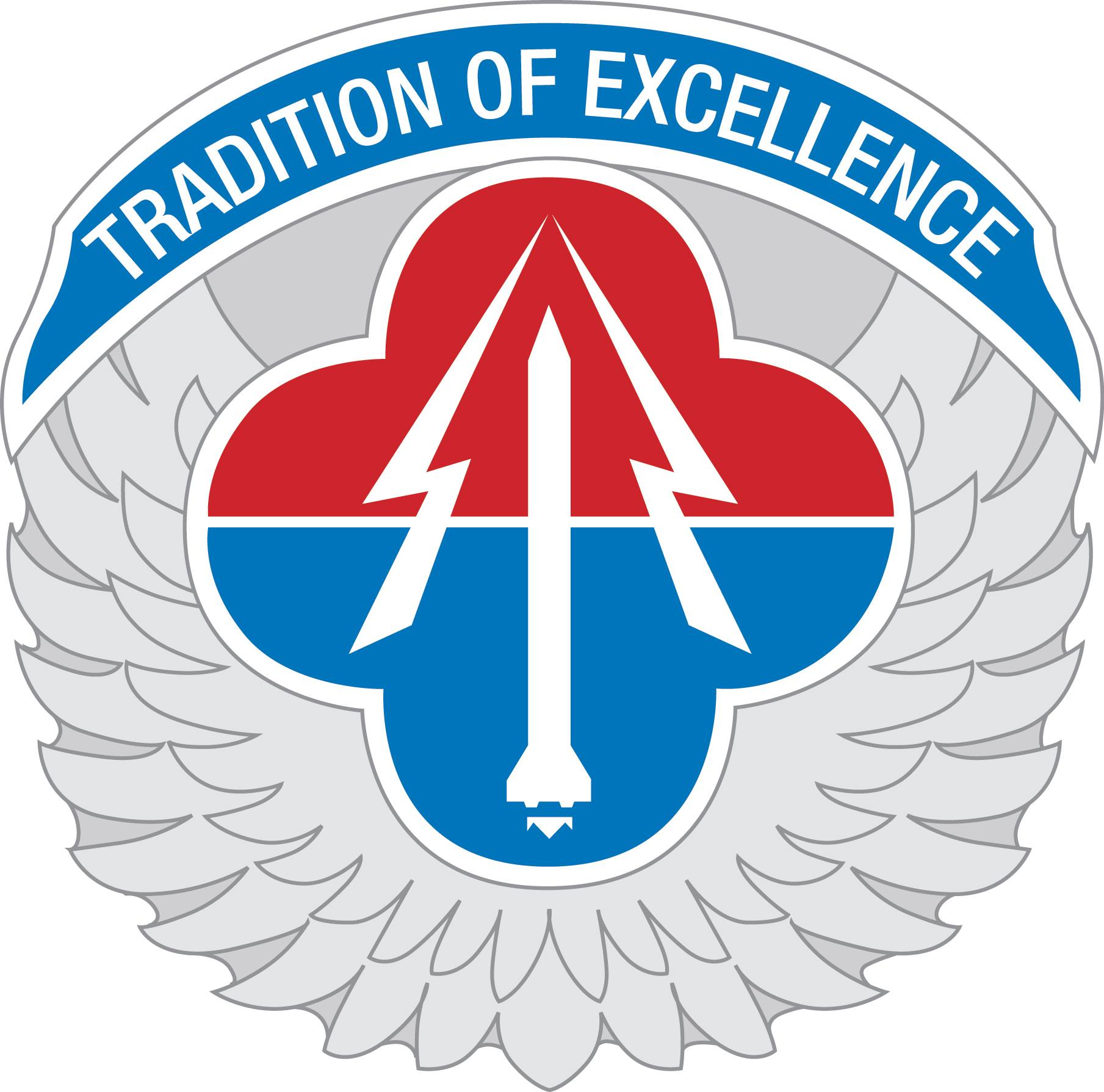
항공미사일사령부

### 현재
- 화학물자처 (CMA) - 메릴랜드주 애버딘 시험장 엣지우드 구역
- 물류데이터분석원 (LDAC)
- 육군계약사령부 (ACC) - 앨라배마주 레드스톤 조병창
- 육군의무군수사령부 (AMLC) 메릴랜드주 포트 데트릭
- 육군지원사령부 (ASC) 일리노이주 록아일랜드 조병창
- 시설관리사령부 (IMCOM) - 텍사스주 포트 샘 휴스턴
- 안보원조사령부 (SAC) - 앨라배마주 레드스톤 조병창
- 재무관리사령부 (FMCOM) 인디애나주 인디애나폴리스[6]
- 지상전개배급사령부 (SDDC) - 일리노이주 스콧 공군기지
- 생명주기관리사령부 (LCMC)
  - 전차-자동차무장사령부 (TACOM) - 미시간주 워런 디트로이트 조병창 (전차, 차량)
  - 통신전자사령부 (CECOM) -  메릴랜드주 애버딘 시험장 (통신기기, 전자기기)
  - 항공미사일사령부 (AMCOM) -  앨라배마주 레드스톤 조병창 (육군 항공기, 미사일)
  - 합동탄약사령부 (JMC) - 일리노이주 록아일랜드 조병창 (탄약 공장 운영 및 생산된 탄약 관리)

### 이전
- 실험실사령부(LABCOM); 1985년 10월 1일[10]
- 장병화생물학사령부(SBCCOM) - 애버딘 시험장; 2003년 10월 9일, 분리됨.
- 연구개발기술사령부(RDECOM); 2003년 10월 9일, 장병화생물학사령부에서 분리됨. ~ 2019년 2월 3일, 연구개발기술사령부로 개명 및 미래사령부로 전속.[3]
- 의무연구물자사령부; 2019년 6월 1일, 의무연구개발사령부로 개명 및 미래사령부로 전속.

## 계보
- 1962년 5월 8일, Army Materiel Command→육군물자사령부
- 1976년 1월 23일, Materiel Development and Readiness Command (DARCOM)→물자개발신속대응사령부
- 1984년 8월 1일, Army Materiel Command→육군물자사령부

## 같이 보기
- 미국 해군
  - 우주해전체계사령부
  - 해군보급체계사령부
  - 해군시설기술사령부
  - 해군항공체계사령부
  - 해군해양체계사령부
- 미국 공군
  - 공군물자사령부
- 미국 해병대
  - 해병대 체계사령부
  - 해병대 군수사령부

## 참고
1. ↑  Dr. Kaylene Hughes, Historian (2017년 10월 13일). “Evolution to AMCOM: The Formation of the U.S. Army Aviation and Troop Command (ATCOM) Part II: Organ”. 《U.S. Army》. 2019년 12월 31일에 확인함.
2. ↑  AMC for STAND-TO! (2011년 5월 16일). “BRAC 2005 Recommended Relocation of U.S. Army Materiel Command” (영어). 2019년 12월 12일에 확인함.
3. 1 2  Argie Sarantinos-Perrin (2019년 1월 31일). “RDECOM transitions to Army Futures Command” (영어). CCDC HQ Public Affairs. 2019년 12월 9일에 확인함.
4. ↑  “Installation Management Command to realign under Army Materiel Command” (영어). Army News Service. 2019년 3월 11일. 2019년 12월 12일에 확인함.
5. ↑  Wendy Brown (2019년 3월 11일). “U.S. Army Garrison Japan Soldiers don Army Materiel Command patch” (영어). U.S. Army Garrison Japan Public Affairs. 2019년 12월 12일에 확인함.
6. 1 2  Mark R. W. Orders-Woempner (2019년 10월 31일). “Bennett takes command of realigned USAFMCOM” (영어). U.S. Army Financial Management Command. 2019년 12월 12일에 확인함.
7. ↑  Kimberly Hanson (2019년 6월 11일). “New command focuses on medical logistics” (영어). 2019년 12월 12일에 확인함.
8. ↑  C.J. Lovelace (2019년 9월 19일). “Army Activates New Medical Logistics Command” (영어). Army Medical Logistics Command Public Affairs. 2019년 12월 12일에 확인함.
9. ↑  “Organization Chart” (PDF) (영어). Army Materiel Command Public Affairs. 2019년 12월 9일에 확인함.
10. ↑  Robert G. Darius. “organizational Changes in the U.S. Army Materiel Command, 1962-1992” (영어). 2019년 12월 9일에 확인함.